# Oh Susie!
Oh Susie! é o álbum de estreia da banda de New Wave sueca Secret Service, lançado em 1979. As suas principais músicas compostas por Ola Håkansson e Tim Norell de sucesso são "Oh Susie!" e "Ten O´clock Postman".
Embora o primeiro single da banda, "Oh Susie" foi lançado sem qualquer promoção prévia ou videoclipe, "Oh Susie" se tornou o primeiro single de sempre a entrar nas paradas suecas diretamente nos em 1 º. Ele ficou lá por 14 semanas consecutivas!
O enorme sucesso do serviço secreto na Suécia não passou despercebido no exterior. "Oh Susie" logo foi lançado mundialmente e se tornou um grande sucesso internacional. Enquanto isso, um álbum foi gravado e as pick segundo single, "Ten O'Clock Postman", confirmou o sucesso. Na Alemanha, a dois singles passou 55 semanas.Juntos no único gráfico. Na França, a banda foi eleita a "maior probabilidade de sucesso do Grupo de 1980" e Rádio Luxemburgo recompensado Serviço Secreto com o prestigioso prêmio Leão de Ouro de passar oito semanas em nenhuma no gráfico da estação com "Ten O'Clock Postman".

## Faixas
Compostas por – Björn Håkanson, Tim Norell
1. Ten O'Clock Postman 3:42
2. Hey Johnny 4:22
3. Give Me Your Love 3:40
4. Oh Susie 4:39
5. Darling, You're My Girl 3:44
6. She Wants Me 3:09
7. Why Don't You Try To Phone 3:27
8. Angel On Wheels 3:04
9. Family Delight 3:24

## Integrantes
- Ola Håkansson - guitarra de ritmo(eventual), voz principal, vocais
- Tonny Lindgerg - guitarra de solo e de ritmo
- Ulf Wahlberg - Sintetizador, órgão (teclados), vocais
- Tim Norell - Sintetizador (teclados)
- Leif Paulsen - contrabaixo
- Leif Johansson (iôrranson) - bateria, vocais    ___________________________________________________________________________________________________________________________  Permanência formação original, até 1987... Tim, opção pessoal, sem figurar em registro(s) fotográfico(s), capa de disco, durante a primeira fase grupo/banda, entre os anos '70 e '80. Somente presença em estúdio, seção(ões) de gravação.  ___________________________________________________________________________________________________________________________  Formação durante, 1987/1988...  Mats Lindberg - contrabaixo, Anders Hansson - bateria e guitarra, ingressam em substituição de Tonny, Leif J., Leif P., três dos cofundadores. Tonny, Mats - irmãos. ___________________________________________________________________________________________________________________________   
Mais informações, (gráfico às formações, em 'linha do tempo')  https://pt.qwertyu.wiki/wiki/Secret_Service_(band)